# Sopwith Pup
Die von der Sopwith Aviation Company gebaute Sopwith Pup war der erste, in Serie gebaute britische Doppeldecker-Jagdeinsitzer mit konventionellem Zugpropeller im Ersten Weltkrieg.

## Entwicklung
Das Flugzeug war von Harry Hawker als Einsitzerversion des Sopwith 1½ Strutter entwickelt worden, dem der neue „Scout“ in vielen Punkten bis ins Detail glich und welcher sich bereits in Serienfertigung befand. Es handelte sich um einen einstieligen Doppeldecker mit zwei Holzstrebenpaaren. Die obere und die untere Tragfläche besaßen die gleiche Spannweite, waren stoffbespannt und besaßen Querruder sowie zur Verbesserung der Sicht nach oben in der Mitte der oberen Tragfläche einen Ausschnitt. Die Flügelenden und -hinterkanten bestanden aus Stahlrohr. Der Rumpf war in Holzrahmenbauweise mit rechteckigem Querschnitt ausgeführt und im vorderen Bereich mit Aluminiumblech, an der Oberseite bis hinter das Cockpit mit Sperrholz verkleidet. Der übrige Rumpf besaß eine Stoffbespannung. Auch das Leitwerk war wie das des Sopwith 1½ Strutter konstruiert und konnte je nach verbliebener Resttankmenge während des Fluges vom Piloten zur Trimmung im Horizontalflug per Handrad nachjustiert werden. Der 70 Liter fassende Kraftstofftank und der fünf-Liter-Öltank wurden nahe des Flugzeugschwerpunkts zwischen Motor und Cockpit untergebracht. Die Pup besaß ein starres Fahrwerk mit durchgehender Achse und einen Hecksporn. Ihre Bewaffnung bestand aus einem 7,7-mm-Vickers-MG, an dessen Bodenstück eine gepolsterte Sichtschutzscheibe angebracht war. Zum Durchschießen des Propellerkreises wurden zunächst das Sopwith-Kauper-, später auch das mechanische Scarff-Dibovsky- oder das hydraulische Constantinescu Synchronisationsgetriebe verwendet und die Prideaux-Patronenzuführung mit einem Vorrat von 350 Schuss eingebaut.

## Produktion
Der erste Prototyp mit der Nummer 3691, zunächst noch mit kürzerem Fahrwerk und kleinerem Seitenleitwerk versehen, wurde im Februar 1916 zur Erprobung auf das Militärgelände von Upavon gebracht. Weitere fünf Prototypen mit den Nummern 9496, 9497 und 9898 bis 9900, angetrieben von 80 PS (59 kW) Clerget-Motoren, folgten. Im Mai 1916 durchlief die Sopwith Pup die Fronterprobung durch die ‚A‘-Squadron des Royal Naval Air Service (RNAS) in Furnes. diese verlief mit so viel Erfolg, dass die Admiralität unter der Bezeichnung Admirality Type 9901 die ersten von 170 Serienflugzeugen bei Sopwith und William Beardmore unverzüglich in Auftrag gab. Anders als bei den mit Prototypen wurde bei der Serienfertigung meist der 80 PS (59 kW) Le-Rhône-9C-Umlaufmotor verwendet. Etwas später bestellte das Royal Flying Corps (RFC) bei der Standard Motor Company und bei Whitehead Aircraft 1670 Flugzeuge, da Sopwith bereits mit den erteilten Produktionsaufträgen ausgelastet war. Neben der MG-Bewaffnung wurden bei einigen Maschinen des RNAS auch die Bestückung mit acht Le-Prieur-Raketen zur Bekämpfung von Fesselballons oder Luftschiffen erprobt. Es ist allerdings unklar, ob diese je an Bord der Sopwith Pup zum Einsatz kamen.

## Einsatz
Gegen die offizielle Bezeichnung Sopwith Scout setzte sich immer mehr der humorvolle Name „Pup“ (dt. „Junges“ oder „Welpe“) durch, nachdem der Director der RFC-Air Organisation, General Brancker beim Anblick der Maschine erstaunt gerufen hatte: „Lieber Gott! Euer 1½ Strutter hat ja ein Junges bekommen!“ Pilot Oliver Steward erinnerte sich, dass offizielle Stellen darüber sehr verärgert waren und mehrfach die Verwendung der Bezeichnung „Pup“ per Befehl untersagten, wodurch sie aber den Namen erst recht überall in der Truppe populär machten.

### Jagdflugzeug an der Westfront
Die ersten Flugzeuge erreichten ab September 1916 die Westfront und wurden in den Folgemonaten mit großem Erfolg von den Squadrons No. 3, 4, 8 und 9 des RNAS eingesetzt. Bereits am 24. September erzielte Flight-Sublieutenant S. J. Goble vom No. 1 (Naval) Wing in Dünkirchen den Abschuss eines LVG-Zweisitzers, die brennend bei Ghistelles abstürzte; bis zum 25. Oktober 1917 meldete das Geschwader bereits acht Luftsiege.
Ab Jahresende folgten auch die Squadrons No. 54, 46 and 66 des RFC. Vorab hatte der britische Oberkommandierende Sir Douglas Haig bereits das Kriegsministerium um Verstärkungen ersucht, um die schweren Verluste, die das RFC in Sommer und Herbst an der Somme erlitten hatte, auszugleichen. Entsprechend beschloss die Admiralität mit Zustimmung des Kabinetts, aus den RNAS-Staffeln der Dover-Dünkirchen-Gruppe unter Führung von Squadron Commander Geoffrey Rhodes Bromet eine Staffel mit einem Anfangsbestand von sechs Sopwith Pup, sechs Nieuport 17 und sechs Sopwith 1½ Strutter aufzustellen, die Ende Oktober nach Vert Galant an der Somme verlegt wurde. Diese, später als „Naval 8“ berühmt gewordene No. 8 Squadron des RNAS tauschte am 16. November 1916 auch ihre 1½ Strutter und schließlich auch ihre Nieuports gegen die Sopwith Pup aus und erzielte, allein mit diesem Typ ausgestattet, bis Jahresende bereits 20 Luftsiege.
Die Sopwith Pup war sehr bequem und einfach zu fliegen, und sie erwies sich trotz des verniedlichenden Spitznamens als gefechtstüchtiger, robuster und sehr wendiger Jäger. Die großen Tragflächen verliehen der Pup besonders in großer Höhen eine überlegene Steig- und Manövrierfähigkeit. Pilot Oliver Steward schrieb:  „Die perfekt fliegende Maschine! Das ist ein Begriff, den die Sopwith Triplane nahezu und die Sopwith Pup völlig erfüllte. Als Militärflugzeug hatte das Flugzeug einige Nachteile, aber als Flugzeug – eine Maschine, die in im Verhältnis zu ihrer Motorstärke eine hohe Geschwindigkeit erzielte, die eine sehr ausgeglichene und starke Steuerung hatte, die stabil genug, aber nicht zu stabil war, die sensibel, aber nicht zu sensibel reagierte, und die ihrem Piloten so gehorchte, dass sie dessen nachhaltige Bewunderung und Zuneigung gewinnen musste – die Sopwith Pup war und bleibt unübertroffen.“ Ein Pilot der No. 54 Squadron der RFC, welche mit ihren Sopwith Pup am Heiligabend 1916 in Frankreich eingetroffen war, schrieb: „Wir erreichten regelmäßig die Höhe von 18.000 Fuß (5500 m), konnten aber sogar noch höher steigen. Unsere besten Chancen hatten wir dann, wenn wir über die maximale Höhe der deutschen Kampfflugzeuge hinaus stiegen, und von dort für einen Überraschungsangriff lauerten. Die Deutschen waren bei Geschwindigkeit und im Sturzflug überlegen, die Pup war viel wendiger, und dadurch konnten wir jeden deutschen Jäger der damaligen Zeit schlagen. […] Der Winter 1916/17 in Nordfrankreich war bitter kalt, und in 18.000 Fuß Höhe fror alles ein – der Gashebel, das MG und der Pilot … Das Flugzeug dagegen verhielt sich immer sehr großzügig, bedurfte aber vorsichtiger Handhabung – ein Sturzflug von 160 km/h ging noch, doch ab 180 km/h kamen die Flügel deutlich ins Flattern und sanftes Abfangen war unerlässlich, um keine Tragfläche zu verlieren.“ Diese Einschätzung bestätigte auch die Untersuchung der am 5. Januar 1917 auf deutscher Seite gelandeten Sopwith Pup A626, die von deutschen Fliegern intensiv getestet wurde. Der Führer der Jagdstaffel 11 Manfred von Richthofen lobte die Pup für ihre Wendigkeit, kritisierte aber ihr Sturzflugvermögen.
Verglichen mit der Albatros D.III besaß sie zwar den schwächeren Motor, konnte aber nach Erfahrung des erfolgreichen englischen Jagdfliegers und Führers der No. 66 Squadron des RFC, Lieutenant James McCudden, zwei Kreise in der Zeit fliegen, die die Albatros für nur einen brauchte. Hinzu kam, dass die Pup beim Kurvenflug im Gegensatz zur schwereren Albatros kaum an Höhe verlor. So bewies die Sopwith Pup bei den heftigen Luftkämpfen über der Westfront noch bis Mitte 1917 ihre Kampftüchtigkeit: Im April brachte Flight-Sublieutenant J.S.T. Fall von der No. 3 (Naval) Squadron über Cambrai zwei Albatros-Aufklärer und einen Halberstadt-Einsitzer zum Absturz. Am 12. Mai lieferten sich sieben Pup der No. 4 (Naval) Squadron über Zeebrügge eine Luftschlacht mit einer Formation deutscher Albatrosse und schossen fünf von ihnen ab. Zu dieser Zeit hatte das RNAS bereits damit begonnen seine Pup abzuziehen, während das RFC seine inzwischen veralteten Pups noch bis Ende 1917 an der Front einsetzte. Deren Produktion lief Anfang 1918 immer noch auf Hochtouren und endete erst kurz vor Kriegsende.

### Abfangjäger über der Nordsee
Drei Squadrons des RFC, fünf des RNAS und einige Flugzeugmutterschiffe verwendeten die Sopwith Pup mit als Abfangjäger gegen deutsche Bomber- und Zeppelinangriffe auf England. Der Heimatschutz gewann mit der Offensive des mit schweren Gotha-Bombern ausgerüsteten „Englandgeschwaders“ gegen London und Ziele in Südengland hohe Aufmerksamkeit. Eine Anzahl von Pups wurde mit 100 PS (74 kW) Gnome-Umlaufmotoren versehen, damit sie nach Alarmierung noch schneller gegen feindliche Geschwader aufsteigen konnten. Probeweise wurden einige Pup des RNAS auch mit einem am Oberflügel montierten, schräg aufwärts feuernden 7,7-mm-Lewis-MG bewaffnet, um feindliche Luftfahrzeuge von unten anzugreifen. Am 12. August 1917 versuchten 16 Sopwith Pup der No. 161 Home Defence Squadron einen Verband von 10 Gotha-Bombern über dem Kanal zu stellen, mussten aber wegen Benzinmangels den Luftkampf nach kurzer Zeit ergebnislos abbrechen. Lediglich Flight Lieutenant H.S. Kerby gelang es, eine etwa 1200 Meter unter dem Geschwader nachhängende Gotha zur Notwasserung auf See zu zwingen. Auch gelang es Flight-Sublieutenant B.A. Smart am 21. August 1917 mit seiner vom Deck der HMS Yarmouth gestarteten Sopwith Pup N6430 den deutschen Zeppelin L 23 (LZ66) an der Küste Dänemarks abzuschießen; Smart notwasserte anschließend neben dem Zerstörer HMS Prince, so dass er aus der sinkenden Maschine glücklich geborgen werden konnte. Neben dem Auftrag zur Heimatverteidigung eskortierten die Sopwith Pup des Seaplane Defence Flight in Walmer/Kent auch Handelsschiffe oder langsamer fliegende Wasserflugzeuge auf Patrouillenflügen. Für solche Einsätze über See wurden die Flugzeuge für den Fall der Notwasserung auch mit aufblasbaren Luftkissen versehen.

### Schulflugzeug
Anstatt an Fronteinheiten wurden immer mehr Flugzeuge mit 80 PS (59 kW) Gnome-Motoren versehen und an Flugschulen geliefert, wo sie aufgrund ihrer gutmütigen Flugeigenschaften sehr geschätzt waren.

### Versuchsflugzeug
Eine wichtige Rolle spielte die Sopwith Pup bei der Erprobung von Starts und Landungen auf Flugzeugmutterschiffen und Kriegsschiffen. Im Mai 1917 wurden mindestens zwei von Beardmore gebaute Pups für die Erprobung von Katapultstarts nach Hendon gebracht. Flight Commander F.J. Rutland erprobte dort außerdem Luftsäcke für Wasserlandungen. Squadron Commander Edwin Harris Dunning gelang am 2. August 1917 erstmals die Landung an Deck der Furious, verunglückte allerdings tödlich bei der dritten Decklandung am 7. August 1917, als seine Pup N6452 wegen Motorversagens außer Kontrolle geriet, über die Reling kippte und ins Meer stürzte. Squadron Commander H.R. Busteed setzte die Start- und Landeversuche auf Deckattrappen, mit Kufenfahrgestellen, Bremsseilen und Fangeinrichtungen auf der Marinebasis auf der Isle of Grain fort.
Während ein Flugzeugmutterschiff zum Start der Bordflugzeuge den gesamten Schiffskörper gegen den Wind drehen musste, konnte ein kurzes, auf einen Geschützturm montiertes Deck eines Kriegsschiff rascher und ohne Wendemanöver zum Start gegen den Wind gerichtet werden. Der große Vorteil der Sopwith Pup war daher, dass sie mit einer extrem kurzen Startbahn auskam. Den ersten und sofort erfolgreichen Start führte Rutland am 1. Oktober 1917 auf einer nach unten geneigten Startplattform auf dem „B“-Geschützturm des Schlachtkreuzers Repulse durch. Danach wurde die Plattform auf den „Y“-Turm verlegt, und am 9. Oktober hob Rutland wieder ab – diesmal nicht über die Geschütze, sondern über das Heck des Turms hinweg. Bis Kriegsende hatten nicht nur fünf Flugzeugträger, sondern auch sieben Kreuzer die Sopwith Pup an Bord. Eine von Beardmore gebaute Sopwith Pup mit der Nummer 9950 wurde als Prototyp zur Schiffsversion Beardmore W.B.III umgebaut und danach in Serie produziert.
Nach Kriegsende wurden die Maschinen weiterhin für Tests mit Flugzeugträgern verwendet. Im Juni 1920 hob eine japanische Pup, vermutlich der Variante W.B.III, vom Transportschiff Wakamiya und kurz danach vom Schlachtschiff Yamashiro ab.
Gemäß einem Geheimbericht vom Oktober 1918 wurden eine Sopwith Pup sowie eine Sopwith Salamander statt des üblichen einfarbig braun-oliven Anstrichs mit einem mehrfarbigen Tarnanstrich versehen und zu dessen Erprobung in etwa 500 bis 600 Meter fliegend aus einer Höhe von 1500 bis 2500 Metern beobachtet.

### Einsatzländer
- Vereinigtes Königreich (RAF, RFC, RNAS)
- Australien (AFC, RAAF)
- Griechenland
- Niederlande
- Russland
- Japan

## Varianten
- Beardmore W.B.III: von Beardmore gebaute Bordflugzeugversion der Sopwith Pup mit abklappbaren Tragflächen gebaut, aber aufgrund schlechterer Flugleistungen wenig beliebt[2], davon:
  - 13 (N6100-N6112) S.B.3F (F=„Folding“) mit faltbarem Fahrgestell
  - 87 (N6680-6749) S.B.3D (D=„Dropping“) mit abwerfbarem Fahrgestell
- mindestens 10 zum Bordflugzeug für Flugzeugträger umgebaute und mit Kufenfahrgestell versehene Sopwith Pup
- Dreidecker-Version und Nachfolgeversion Sopwith Triplane

## Bilder

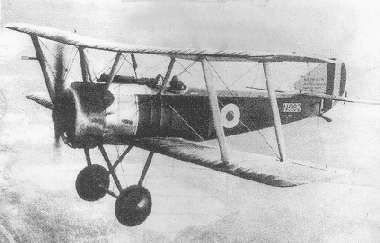
Sopwith Pup im Flug
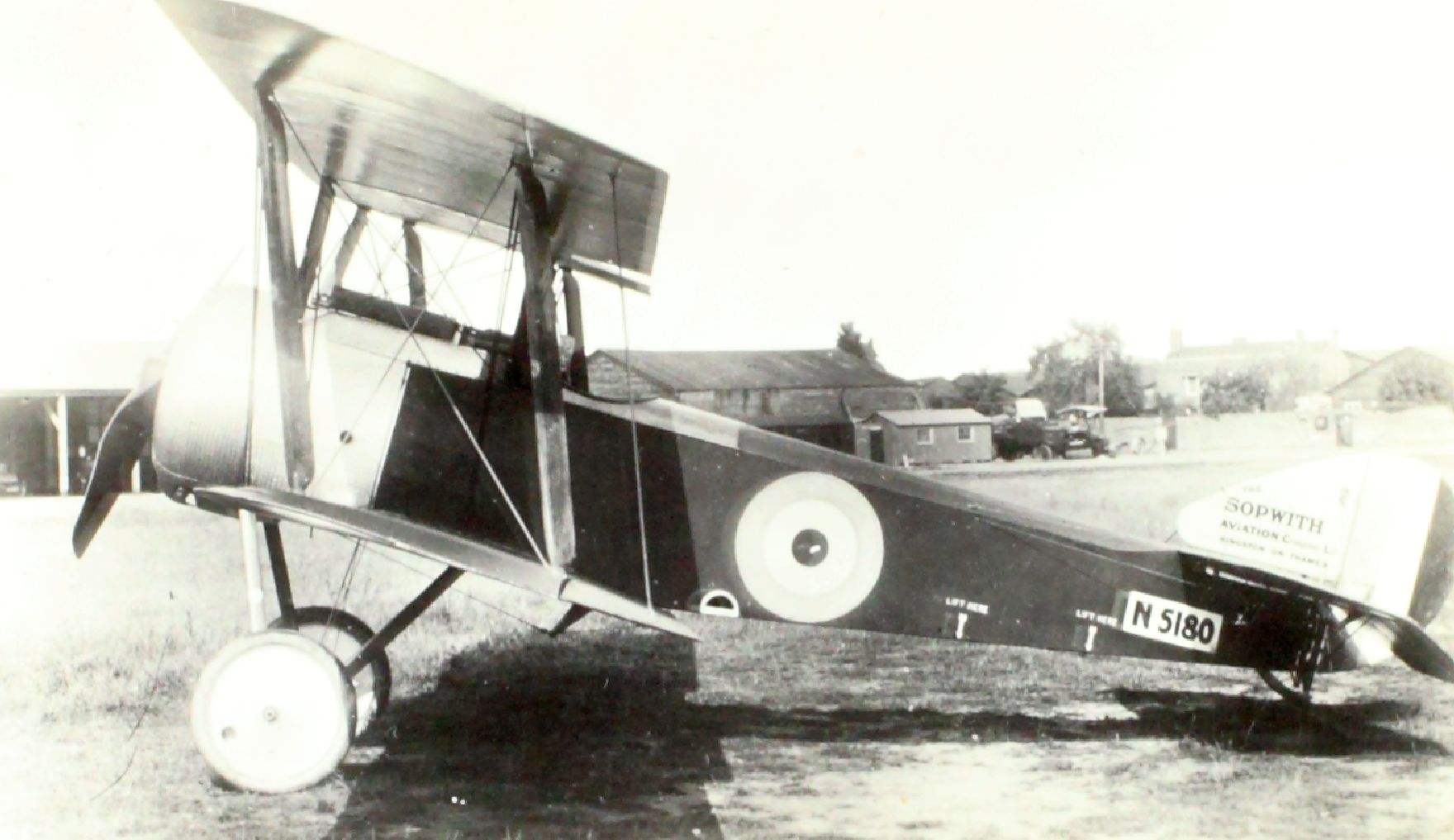
Sopwith Pup N5180
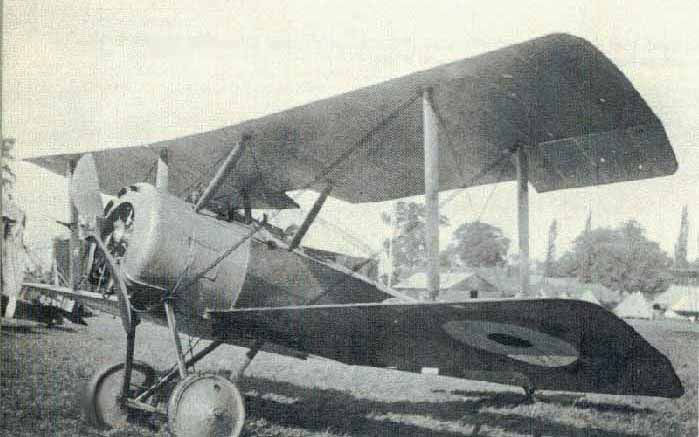
Sopwith Pup mit 100 PS Gnome-Monosoupape-Motor und der längeren, unten offenen Motorhaube mit vier Luftschlitzen
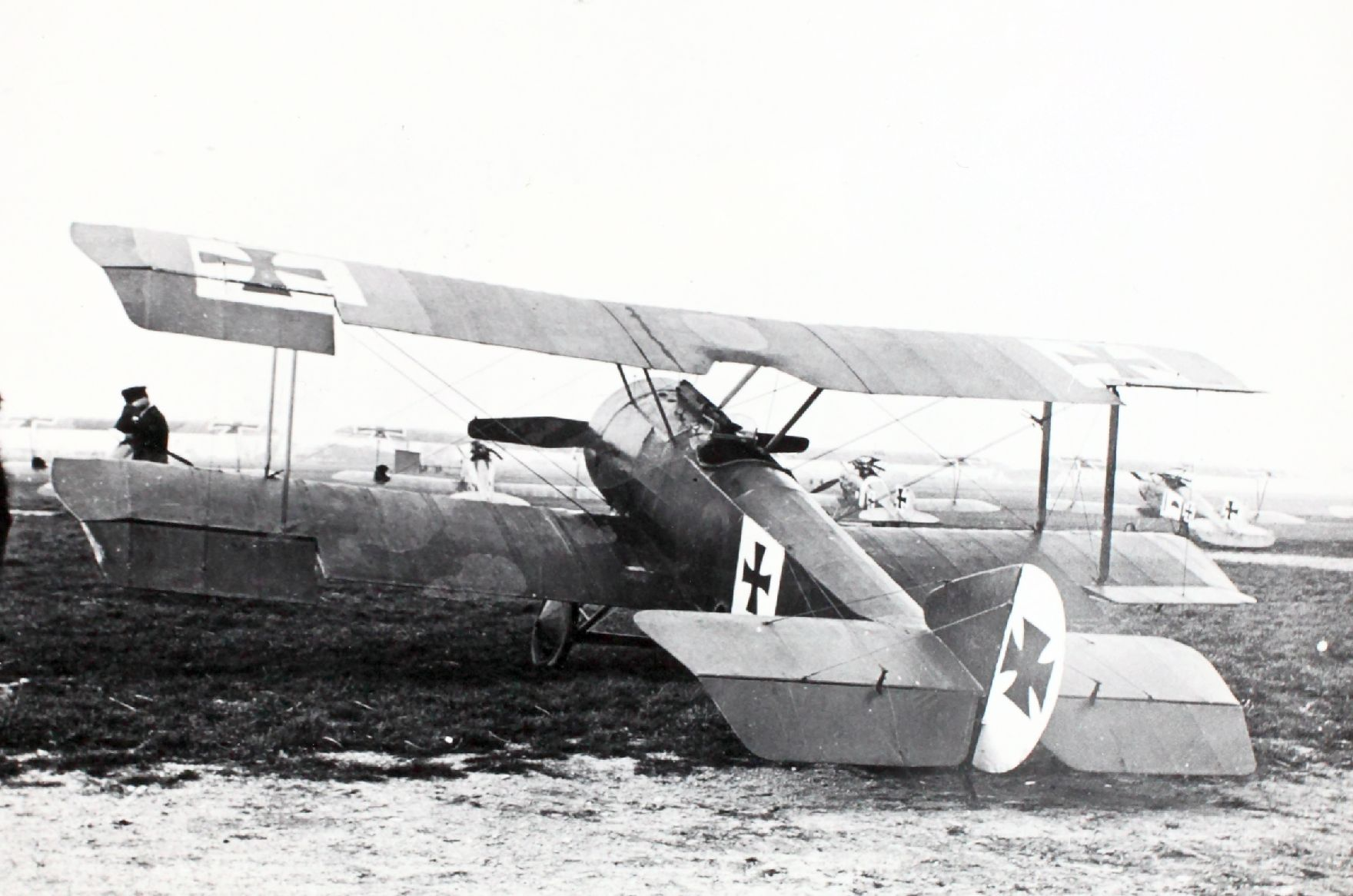
Von deutschen Truppen am 5. Januar 1917 erbeutete und mit Eisernen Kreuzen versehene Sopwith Pup A626
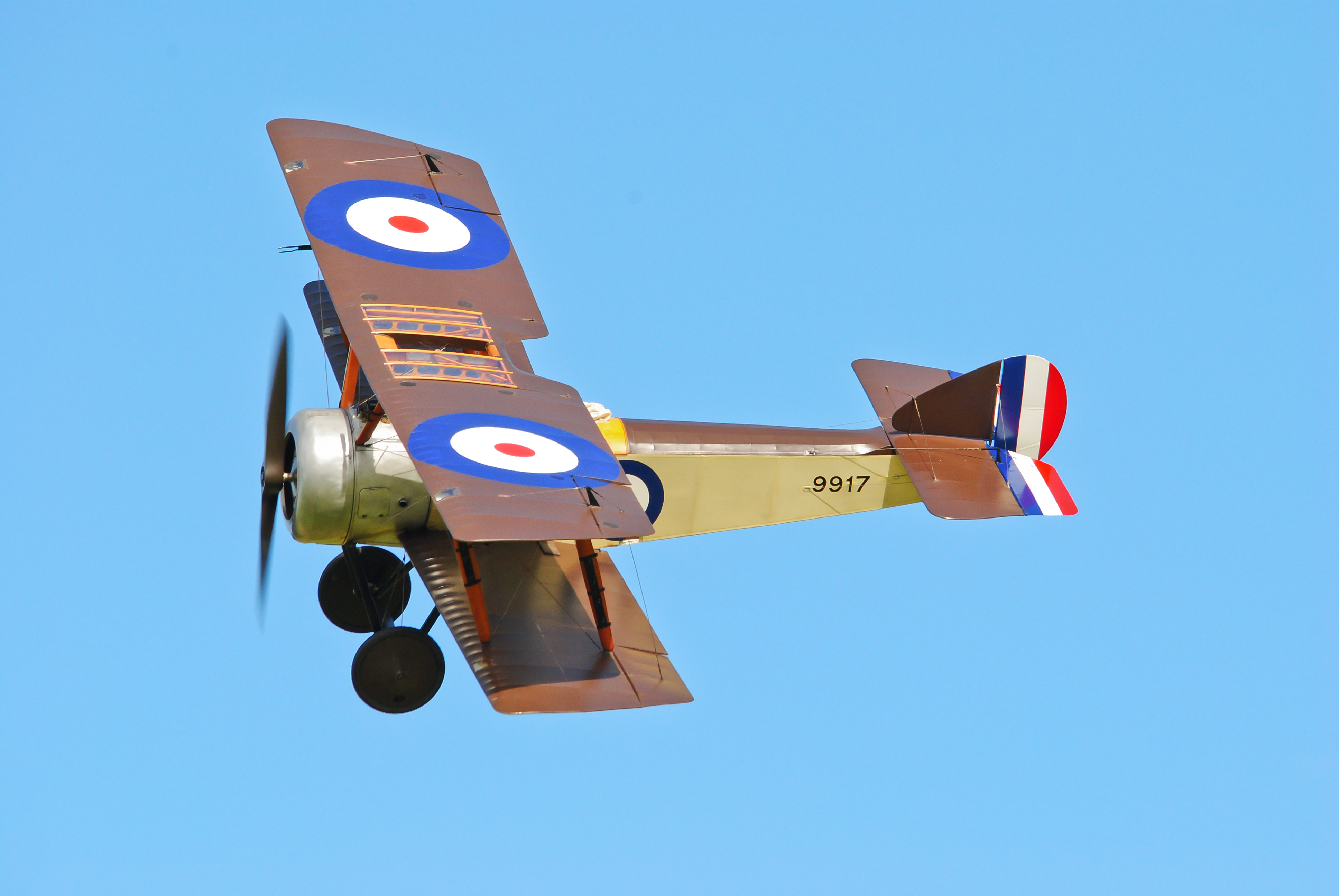
Sopwith Pup beim Flugtag der Shuttleworth Collection
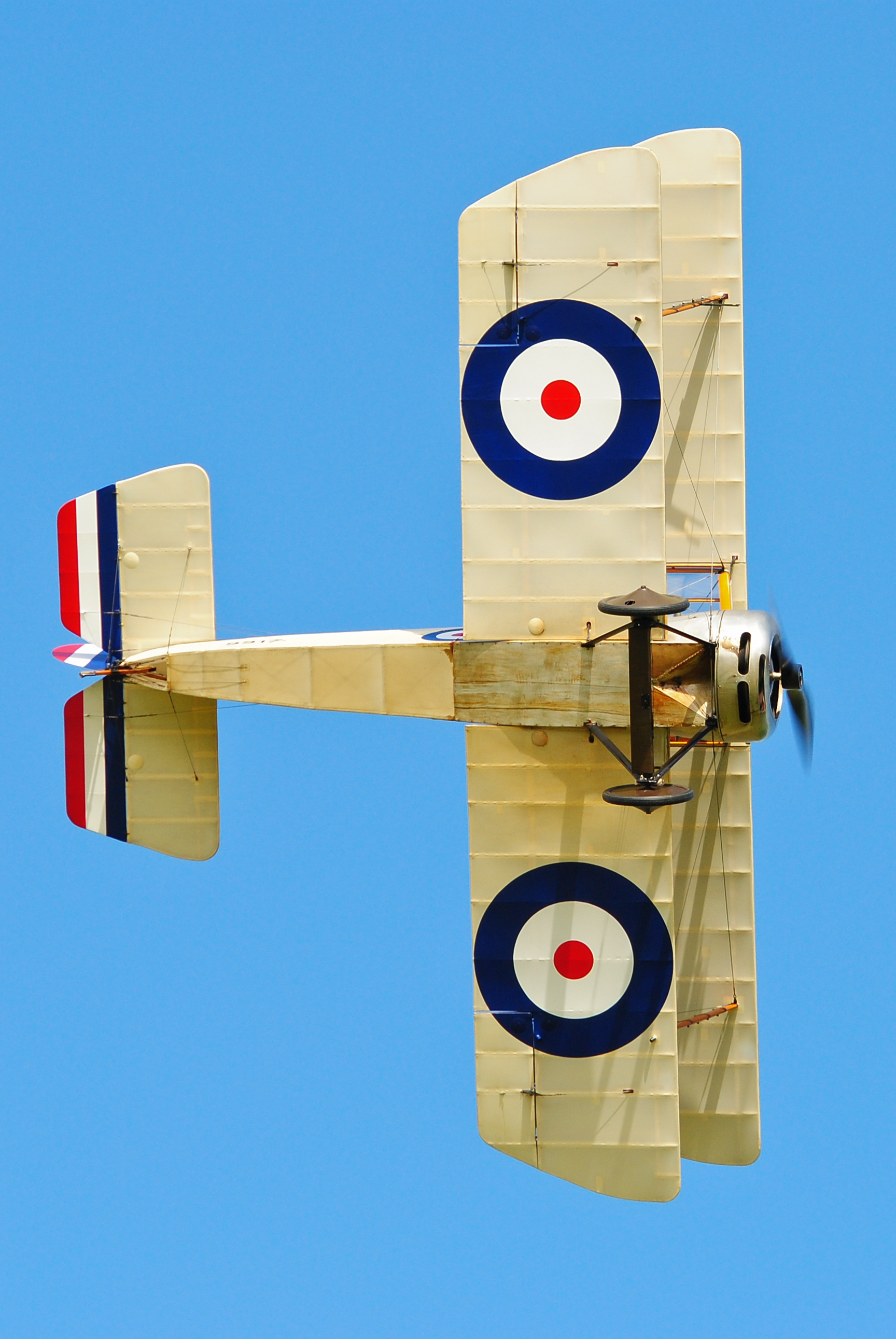
Sopwith Pup beim Flugtag der Shuttleworth Collection
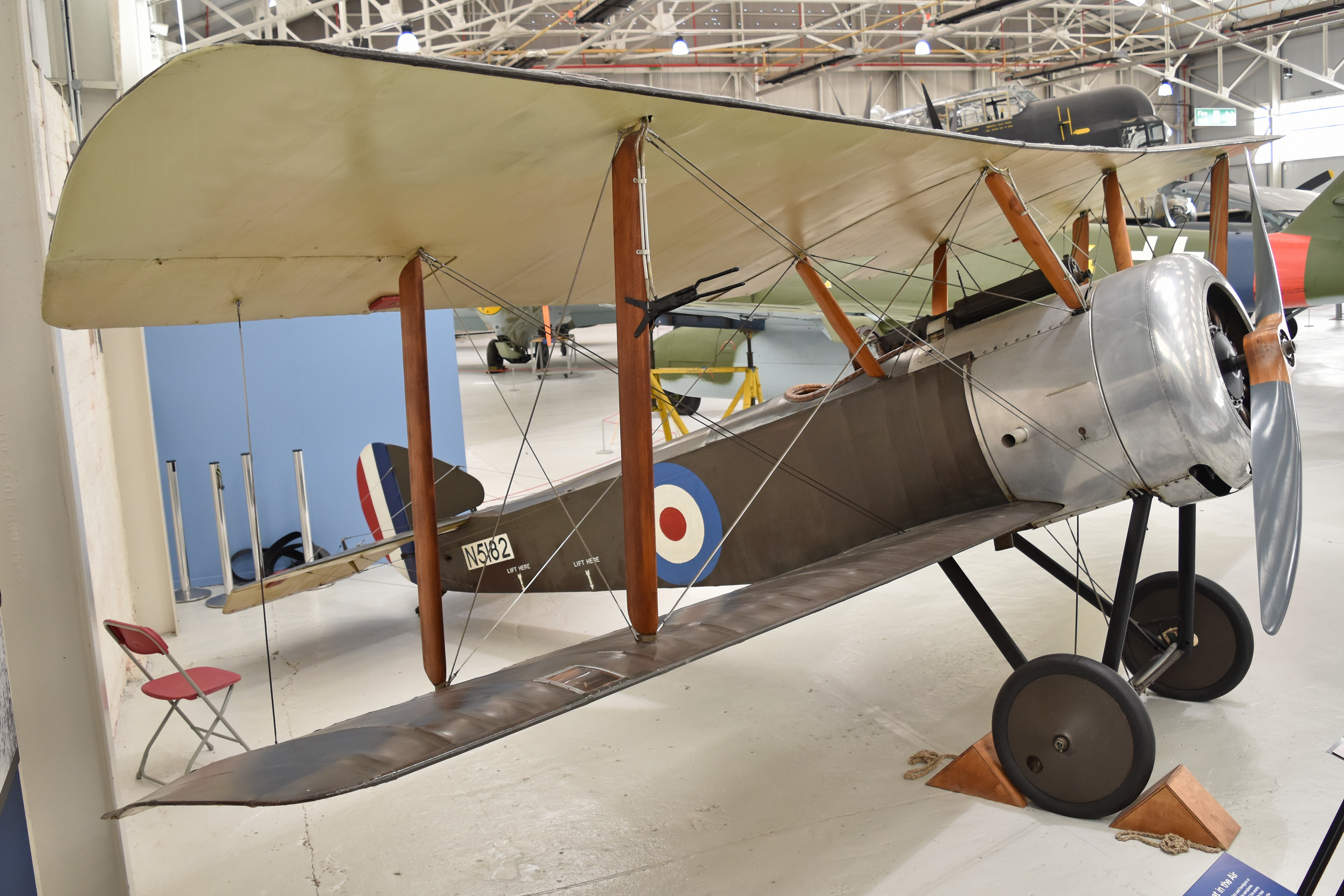
Sopwith Pup des RAF Museums Cosford
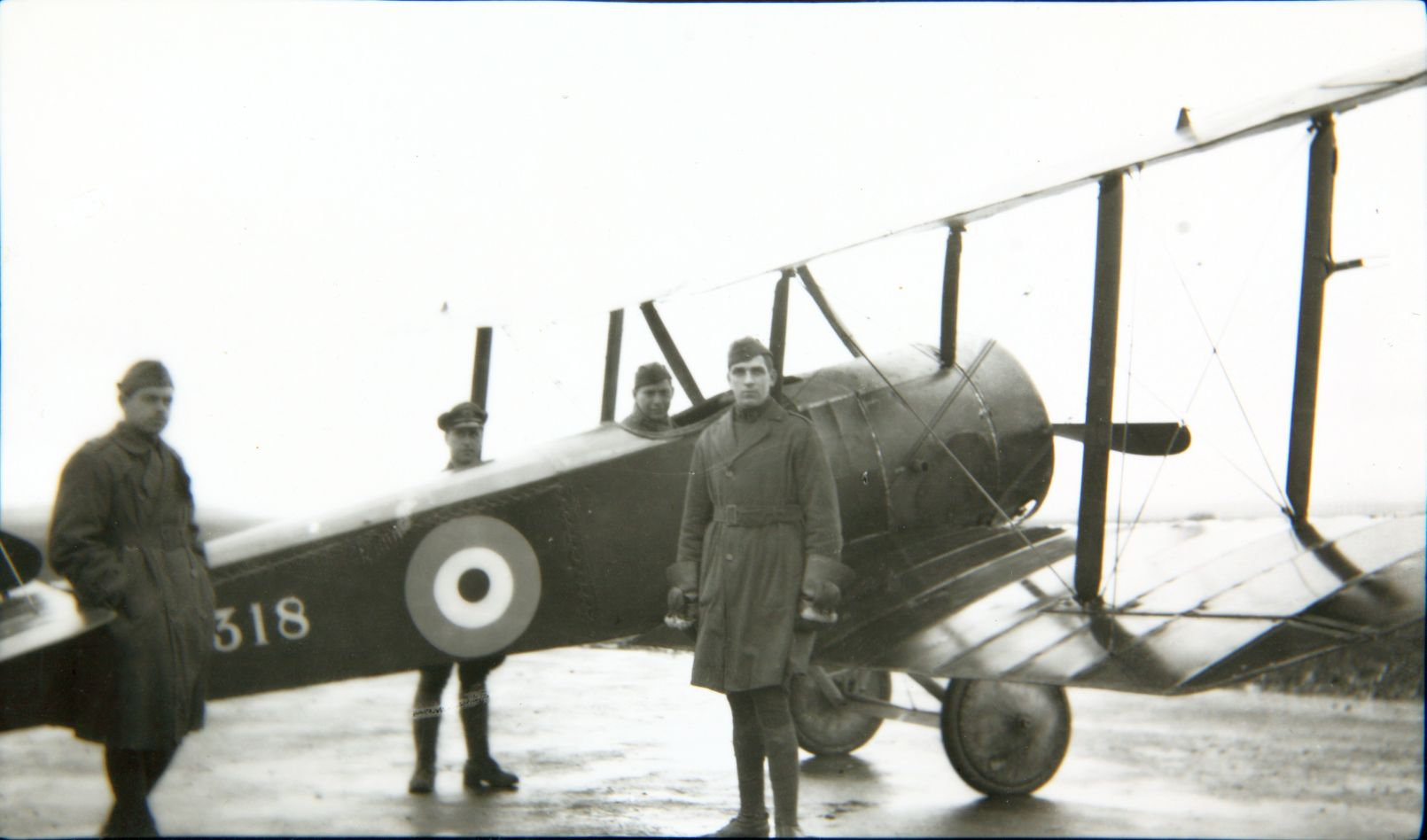
Sopwith Pup mit Mannschaften
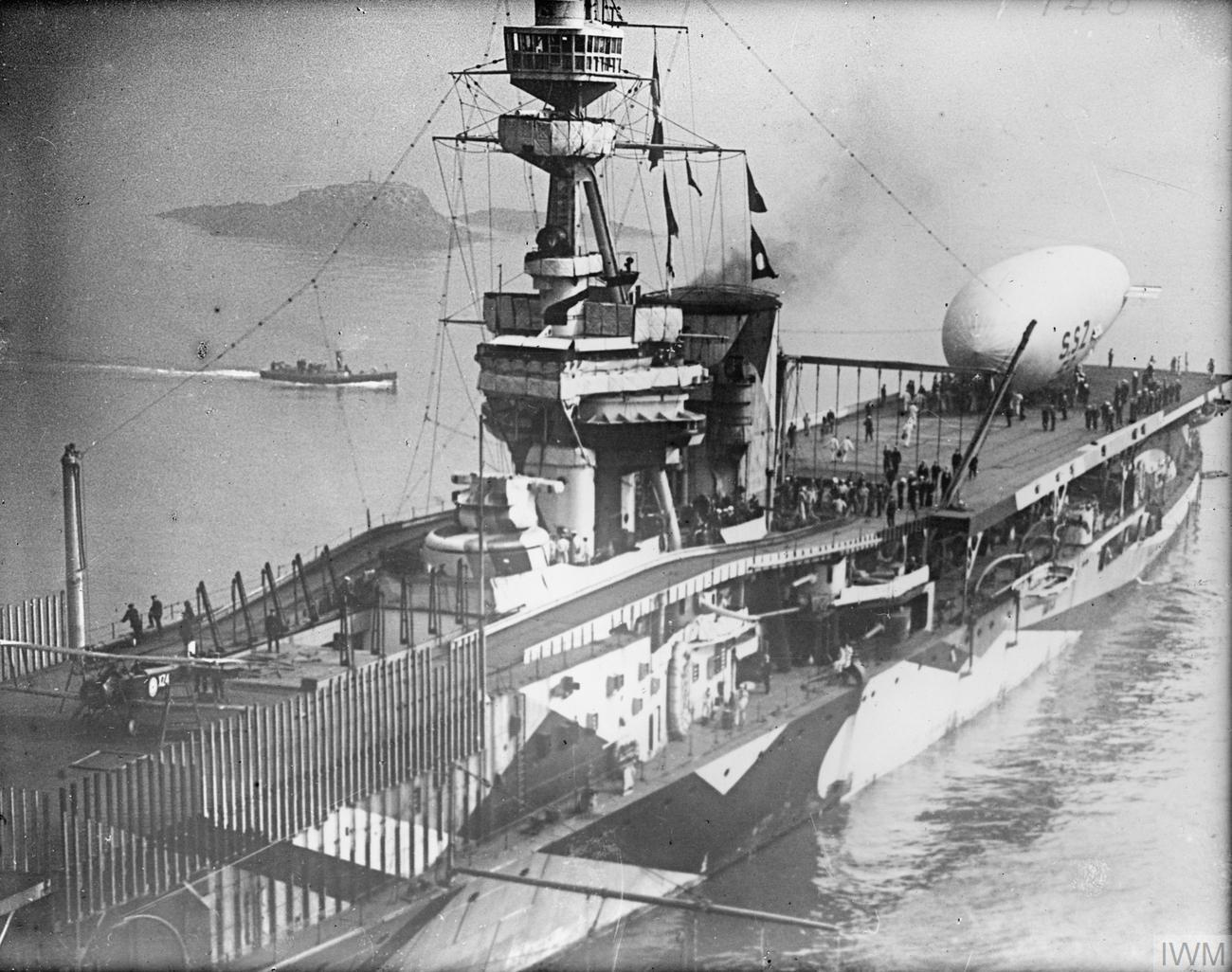
Sopwith Pup und Luftschiff an Bord der HMS Furious
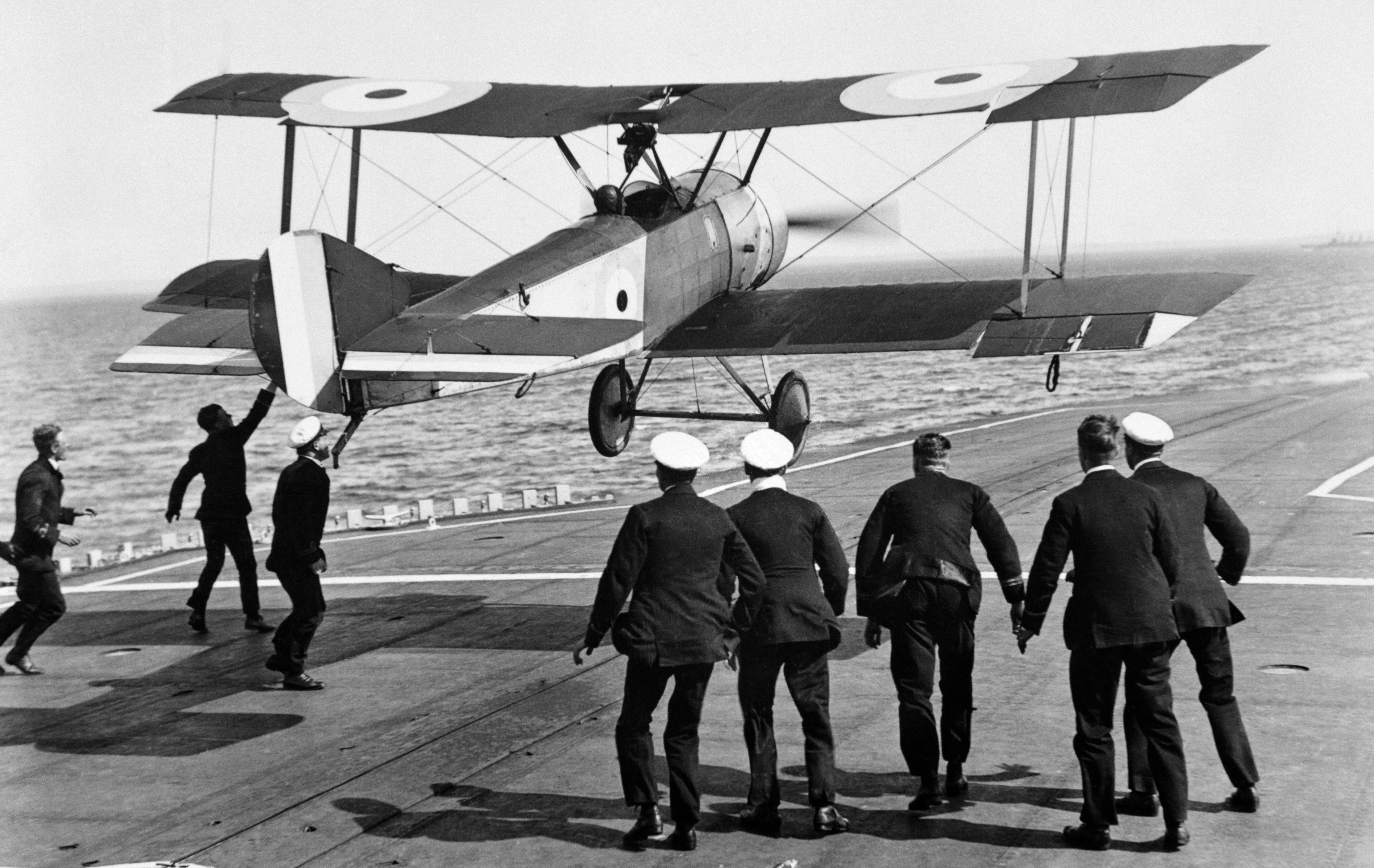
Squadron Commander Edwin Dunning startet auf der HMS Furious
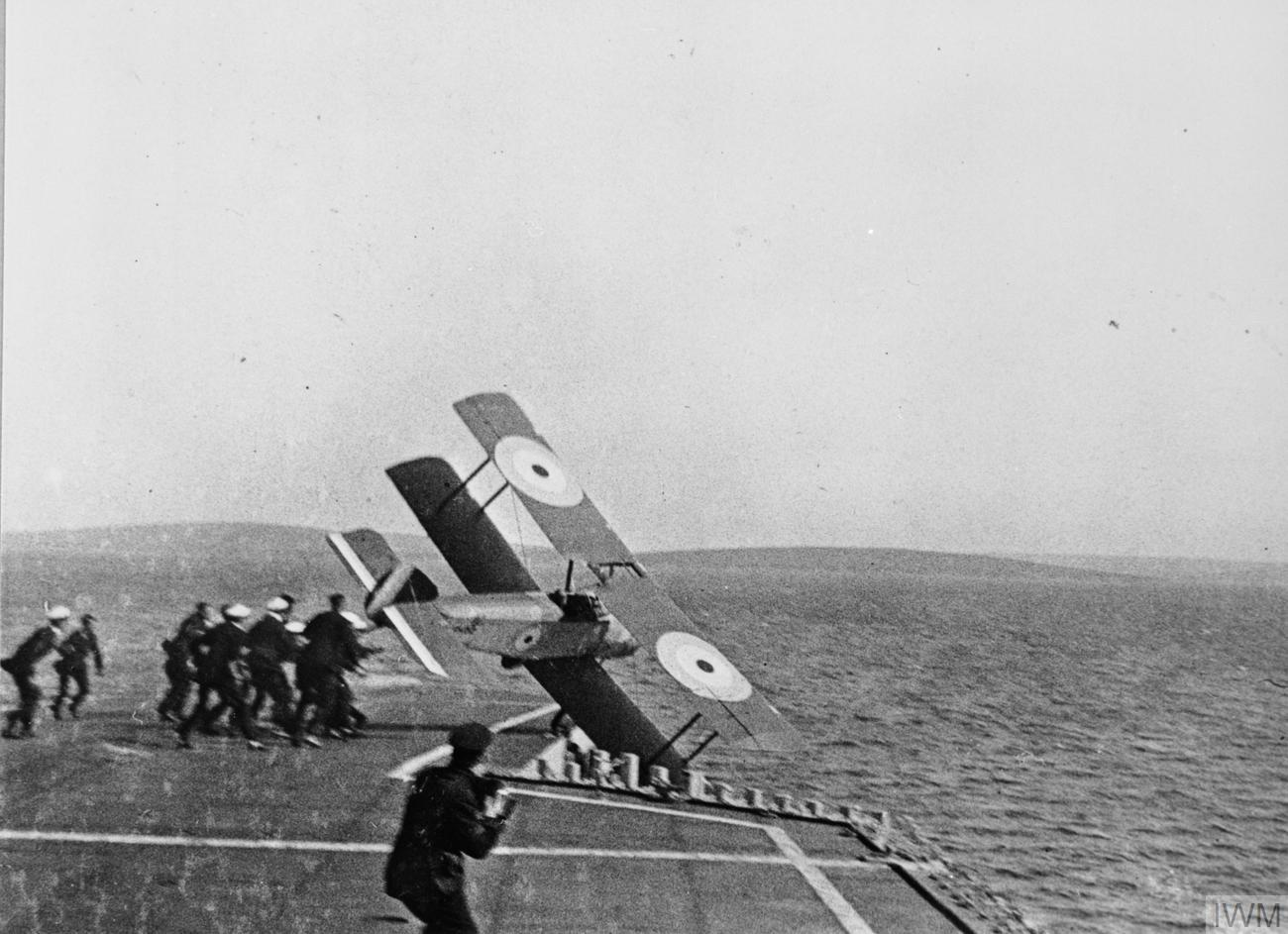
Edwin Dunnings tödlicher Absturz

## Technische Daten

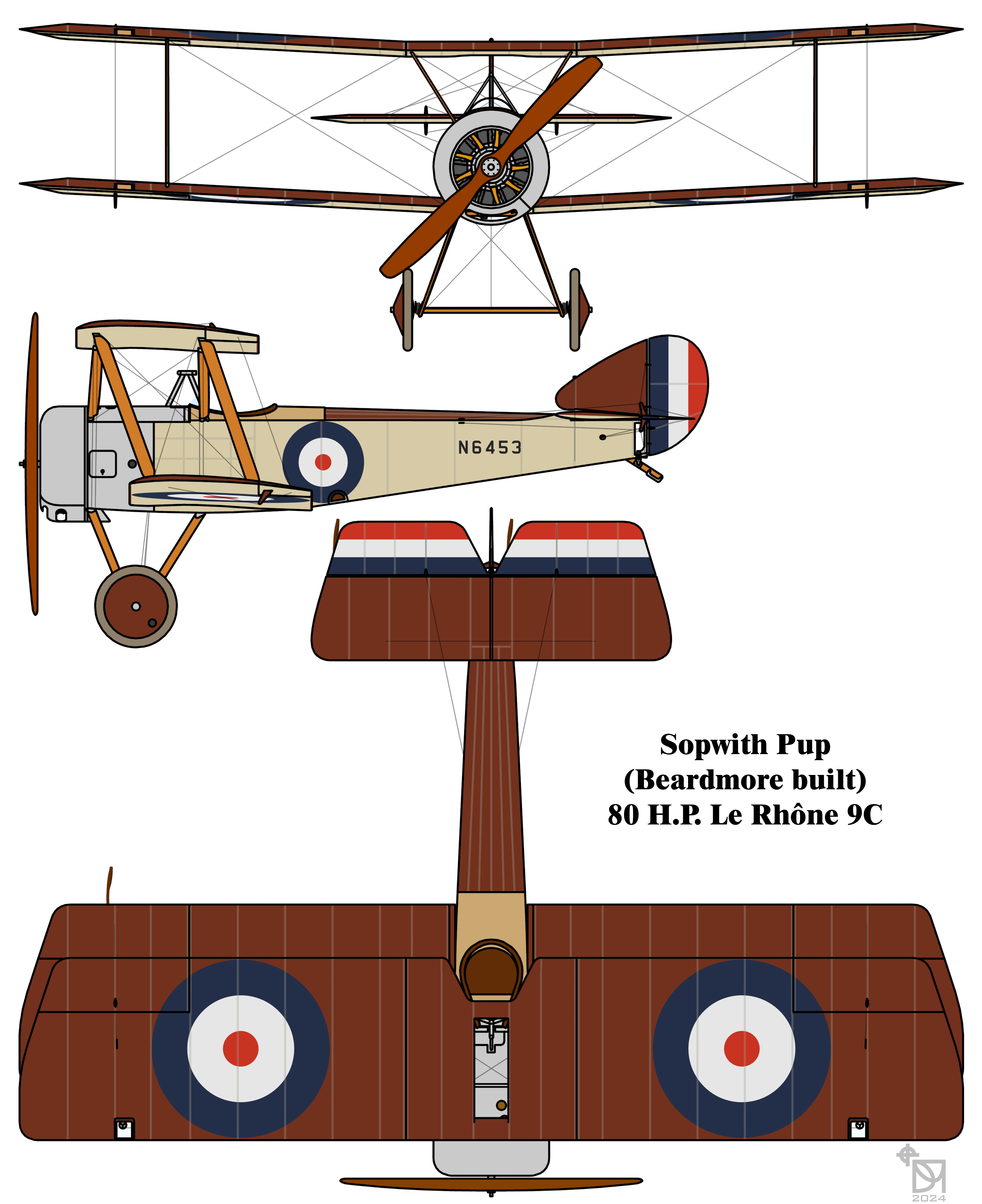
Dreiseitenansicht

| Kenngröße                          | Le-Rhône 9C           | Gnome 7A              | Gnome 9B-2            |
| ---------------------------------- | --------------------- | --------------------- | --------------------- |
| Besatzung                          | 1                     | 1                     | 1                     |
| Länge                              | 5,87 m                | 5,87 m                | 5,87 m                |
| Spannweite                         | 8,07 m                | 8,07 m                | 8,07 m                |
| Höhe                               | 2,87 m                | 2,87 m                | 2,87 m                |
| Flügelfläche                       | 23,60 m²              | 23,60 m²              | 23,60 m²              |
| Leermasse                          | 357 kg                | 388 kg                | 388 kg                |
| Startmasse                         | 556 kg                | 588 kg                | 588 kg                |
| Antrieb                            | 80 PS (59 kW)         | 80 PS (59 kW)         | 100 PS (74 kW)        |
| Höchstgeschwindigkeit in Bodenhöhe | 180 km/h              | –                     | 117 km/h              |
| in 2000 m Höhe                     | 171 km/h              | 169 km/h              | 172 km/h              |
| in 3000 m Höhe                     | 168 km/h              | 163 km/h              | 167 km/h              |
| in 4600 m Höhe                     | 151 km/h              | 152 km/h              | 161 km/h              |
| steigt auf 2000 m Höhe in          | 8:00 min              | 7:10 min              | 7:05 min              |
| auf 3000 m Höhe in                 | 14:25 min             | 13:00 min             | 12:25 min             |
| auf 4600 m Höhe in                 | 30:06 min             | 26:55 min             | 23:25 min             |
| Dienstgipfelhöhe                   | 5340 m                | 5490 m                | 5640 m                |
| Reichweite                         | 500 km                |                       |                       |
| max. Flugdauer                     | 3:00 h                | 1:45 h                | 1:45 h                |
| Bewaffnung                         | 1 × 7,7-mm-Vickers-MG | 1 × 7,7-mm-Vickers-MG | 1 × 7,7-mm-Vickers-MG |

### Leistungsvergleich von Jagdeinsitzern an der Westfront, ca. Anfang 1917
| Name             | Land                   | Motorstärke     | max. Geschwindigkeit | Startmasse | MG | Gipfelhöhe |
| ---------------- | ---------------------- | --------------- | -------------------- | ---------- | -- | ---------- |
| Sopwith Pup      | Vereinigtes Königreich | 80 PS (59 kW)   | 171 km/h             | 556 kg     | 1  | 5340 m     |
| Sopwith Triplane | Vereinigtes Königreich | 130 PS (96 kW)  | 186 km/h             | 888 kg     | 1  | 6080 m     |
| Airco DH.2       | Vereinigtes Königreich | 100 PS (74 kW)  | 150 km/h             | 654 kg     | 1  | 4265 m     |
| SPAD S.VII       | Frankreich             | 180 PS (132 kW) | 190 km/h             | 755 kg     | 1  | 5485 m     |
| Nieuport 17      | Frankreich             | 110 PS (81 kW)  | 164 km/h             | 560 kg     | 1  | 5350 m     |
| Albatros D.III   | Deutsches Reich        | 170 PS (125 kW) | 175 km/h             | 886 kg     | 2  | 6000 m     |
| Roland D.III     | Deutsches Reich        | 160 PS (118 kW) | 169 km/h             | 925 kg     | 2  | 5200 m     |
| Halberstadt D.II | Deutsches Reich        | 120 PS (88 kW)  | 150 km/h             | 720 kg     | 1  | 4500 m     |

## Erhaltene Exemplare
Von der Sopwith Pup existieren in Museen noch eine ganze Reihe von restaurierten Maschinen bzw. Nachbauten im Vereinigten Königreich.
- Midland Air Museum, Coventry
- Royal Air Force Museum, Hendon
- Fleet Air Arm Museum, Ilchester
- Museum of Army Flying, Stockbridge
- Shuttleworth Collection, Old Warden